# Phonognatha melanopyga
Phonognatha melanopyga är en spindelart som först beskrevs av Ludwig Carl Christian Koch 1871.  Phonognatha melanopyga ingår i släktet Phonognatha och familjen käkspindlar. Inga underarter finns listade i Catalogue of Life.